# Арш (Кантал)
Арш (фр. Arches) насеље је и општина у централној Француској у региону Оверња, у департману Кантал која припада префектури Морјак.
По подацима из 2011. године у општини је живело 179 становника, а густина насељености је износила 11,08 становника/km². Општина се простире на површини од 16,15 km². Налази се на средњој надморској висини од 630 метара (максималној 687 m, а минималној 321 m).

## Демографија
| 1962. | 1968. | 1975. | 1982. | 1990. | 1999. | 2011. |
| ----- | ----- | ----- | ----- | ----- | ----- | ----- |
| 237   | 248   | 209   | 198   | 174   | 173   | 179   |

График промене броја становника у току последњих година